# 쾌도전대 루팡레인저 vs. 경찰전대 패트레인저
《괴도전대 루팡레인저 vs. 경찰전대 패트레인저》일본어: 快盗戦隊ルパンレンジャーvs.警察戦隊パトレンジャー 카이토센타이루팡렌자다이케이사츠센타이파토렌자[*])는 슈퍼 전대 시리즈 42번째 작품이자 2018년 2월 11일에 TV 아사히 계열에서 방송했었던 특촬물 텔레비전 드라마이다. 또한 대한민국에서는 파워레인저 루팡포스 VS 패트롤포스라는 이름으로 2020년 6월 20일부터 10월 17일까지 방영했다.

## 줄거리
옛날 아르센 루팡이 모았던 루팡 컬렉션을 되찾으려는 목적으로 성립된 전대인 루팡레인저와 국제특별경찰기구에 속해있는 패트레인저의 대립이자, 다른 세계로부터 온 범죄자 집단인 갱글러들의 약탈로부터 빼앗긴 물건(루팡 컬렉션)을 다시 되찾으려는 루팡포스와 갱글러를 퇴치하여 국민들을 보호하는 패트롤포스의 활약을 담당하는 이야기이다.

## 음악
쾌도전대 루팡레인저 vs. 경찰전대 패트레인저는 슈퍼전대 시리즈 최초로 오프닝(OP)만 있으며 엔딩(ED)이 없는 시리즈이다. 대신 남녀 듀엣 보컬로 이루어진 곡이다.

## 등장 인물

### 루팡레인저/루팡포스 캐스팅
야노 카이리/윤새벽(루팡 레드) - 이토 아사히 / 이주승 ■
요이마치 토오마/초신성(루팡 블루) - 하마 쇼고 / 최현수 ■
하야미 우미카/서은하(루팡 옐로) - 쿠도 하루카 / 김윤채 ■

### 패트레인저/패트롤포스 캐스팅
아사카 케이이치로 / 오한빛(패트렌 1호 / 패트롤 1호) - 유키 코세이 / 이재범 ■
히카와 사쿠야 / 이윤슬(패트렌 2호 / 패트롤 2호) - 요코야마 료/ 안효민 ■
묘진 츠카사 / 한주아(패트렌 3호 / 패트롤 3호) - 오쿠야마 카즈사 / 이은조 ■

### X
타카오 노엘 / 임노을(루팡 · 패트렌 X / 패트롤 X) - 모토키 세이야/ 이호산 ■/■

### 이세계 범죄자 집단 갱글러
도그라니오 야분 - 미야모토 미츠루 / 안장혁
데스트라 마조 - 우에다 유지 / 장서화
고슈 르 메두 - 타케타츠 아야나 / 비주언
자미고 델마 - 이리에 진기 / 임채빈

### 그 외
코구레 / 김집사 (루팡레인저의 조력자) - 누쿠미즈 요이치 / 박상일
힐톱 (패트레인저의 조력자) - 아이크 네와라 (Ike Nwala) / 이인성
짐 카터 (패트레인저의 조력자) - 쿠기미야 리에 (목소리를 역할) / 김예림
굿 스트라이커 / 굿티 - 미츠야 유지 / 정의택
주레의 주인
야노 쇼우리 / 윤하늘 (야노 카이리의 형님) - 시바 코우지 / 임채빈
오다이 아야 / 김아영 (요이마치 토오마의 약혼녀) - 유즈키 나기사 / 성예원
이치노세 시호 / 이시현 (하야미 하루카의 절친) - 코마츠 모카 / 성예원

## 등장 메카

### VS 비클
- 굿 스트라이커

다이얼 파이터
- 레드 다이얼 파이터
- 블루 다이얼 파이터
- 옐로우 다이얼 파이터
- 사이클론 다이얼 파이터
- 시저&블레이드 다이얼 파이터
- 매직 다이얼 파이터
- 빅토리 스트라이커

트리거 머신
- 트리거 머신 1호
- 트리거 머신 2호
- 트리거 머신 3호
- 트리거 머신 바이커
- 트리거 머신 크레인&드릴
- 트리거 머신 스플래시
- 사이렌 스트라이커

X 트레인
- X 트레인 실버
- X 트레인 골드
- X 트레인 파이어
- X 트레인 썬더

### 로봇
메인 메카
- 1호 메카 - 루팡카이저/패트카이저
  - 루팡카이저 사이클론/패트카이저 바이커
  - 루팡카이저 나이트/패트카이저 스트롱
  - 루팡카이저 X/패트카이저 X
  - 루팡카이저 매직
  - 루팡카이저 매직 스플레시
  - 빅토리 루팡카이저
  - 사이렌 루팡카이저/사이렌 패트카이저
- 2호 메카 - 엑스엠페러
- 3호 메카 - 루팡메그넘

궁극 합체
- 궁극 합체 메카 - 굿 쿠루카이저 VSX

## 에피소드
- 제1화 : 세상을 떠들썩하게 하는 괴도다
- 제2화 : 국제경찰, 추적하라
- 제3화 : 반드시 되찾는다
- 제4화 : 용서못하는 관계
- 제5화 : 노려진 국제경찰
- 제6화 : 지켜야 할 것은
- 제7화 : 언제나 도움을 받아서
- 제8화 : 괴도의 정체
- 제9화 : 다시 한번 만나기 위해
- 제10화 : 아직 끝나지 않았어
- 제11화 : 촬영은 계속된다 어디까지라도
- 제12화 : 마법의 팔찌
- 제13화 : 최고이자 최악의 휴일
- 제14화 : 둘러싼 함정
- 제15화 : 경찰관의 일
- 제16화 : 동료이기에
- 제17화 : 감춰진 마음
- 제18화 : 컬렉션의 비밀
- 제19화 : 명령위반의 대가
- 제20화 : 새로운 괴도는 경찰관?!
- 제21화 : 적인가 아군인가 탈 것인가 타지 않을 것인가
- 제22화 : 인생에 사랑은 따라 오는 것
- 제23화 : 스테이터스 골드
- 제24화 : 살아서 돌아온다는 약속
- 제25화 : 최고로 강하게 만들어줄게
- 제26화 : 어둠의 옥션
- 제27화 : 말하는대로 댄싱
- 제28화 : 생일에도 전투
- 제29화 : 사진은 기억
- 제30화 : 두 사람은 여행 중
- 제31화 : 자수를 해온 갱글러
- 제32화 : 결투를 신청한다
- 제33화 : 우리는 소년 괴도단
- 제34화 : 전설의 총
- 제35화 : 좋은사람, 나쁜사람, 평범한사람
- 제36화 : 폭탄을 쏴라
- 제37화 : 네가 돌아갈 장소
- 제38화 : 우주에서의 컬렉션
- 제39화 : 이 놈에게 걸겠어
- 제40화 : 걱정은 멈추지 않는다
- 제41화 : 이세계의 문
- 제42화 : 결전의 때
- 제43화 : 돌아온 남자
- 제44화 : 찾아낸 진실
- 제45화 : 크리스마스를 기대해
- 제46화 : 빠져나갈 수 없는 게임
- 제47화 : 지금의 내가 할 수 있는 것
- 제48화 : 가면 뒤의 얼굴
- 제49화 : 괴도로서, 경찰로서
- 제50화 : 영원히 아듀
- 최종화 : 다음에 다시 만나자